# Caverna Ayyalon
A Caverna Ayyalon (em hebraico:  מערת איילון) é uma grande caverna de calcário perto de Ramla, Israel, na qual novas espécies de crustáceos foram descobertas em abril de 2006. Foi estudada por sua complexa teia alimentar, que sobreviveu por milhões de anos sem luz ou alimentos orgânicos vindos da superfície, baseando-se unicamente em um tipo de bactéria que se alimenta de enxofre que serve como a única matéria orgânica disponível para os próximos nível mais alto de organismos para se alimentar.

## Descrição
A caverna, com 100 metros de profundidade, se estende por 2.700 metros, incluindo seus ramos, o que a torna a terceira maior caverna de calcário em Israel.